# Водоспади Данс-Рівер
18°24′57″ пн. ш. 77°08′17″ зх. д. / 18.4158° пн. ш. 77.1381° зх. д.
Водоспади Данс-Рівер (англ. Dunn's River Falls) розташовані на річці Данс-Рівер поблизу міста Очо-Ріос на Ямайці. Є одним з головних туристичних місць країни. Частина природного парку Dunn's River Falls & Park.
Висота водоспадів — близько180 м; вода стікає через уступи прямо у Карибське море.

## Клімат
Місцина знаходиться у зоні, котра характеризується кліматом тропічних саван. Найтепліший місяць — серпень із середньою температурою 26.1 °C (79 °F). Найхолодніший місяць — січень, із середньою температурою 22.8 °С (73 °F).
| Клімат водоспадів Данс-Рівер | Клімат водоспадів Данс-Рівер | Клімат водоспадів Данс-Рівер | Клімат водоспадів Данс-Рівер | Клімат водоспадів Данс-Рівер | Клімат водоспадів Данс-Рівер | Клімат водоспадів Данс-Рівер | Клімат водоспадів Данс-Рівер | Клімат водоспадів Данс-Рівер | Клімат водоспадів Данс-Рівер | Клімат водоспадів Данс-Рівер | Клімат водоспадів Данс-Рівер | Клімат водоспадів Данс-Рівер | Клімат водоспадів Данс-Рівер |
| Показник                     | Січ.                         | Лют.                         | Бер.                         | Квіт.                        | Трав.                        | Черв.                        | Лип.                         | Серп.                        | Вер.                         | Жовт.                        | Лист.                        | Груд.                        | Рік                          |
| Середній максимум, °C        | 26,1                         | 27,2                         | 27,2                         | 27,8                         | 27,8                         | 27,8                         | 28,9                         | 30                           | 28,9                         | 27,8                         | 27,8                         | 27,2                         | 27,9                         |
| Середня температура, °C      | 22,8                         | 22,8                         | 22,8                         | 23,9                         | 24,4                         | 25                           | 25,6                         | 26,1                         | 25                           | 24,4                         | 23,9                         | 22,8                         | 24,1                         |
| Середній мінімум, °C         | 18,9                         | 18,9                         | 18,9                         | 20                           | 21,1                         | 22,2                         | 22,2                         | 22,2                         | 21,1                         | 21,1                         | 20                           | 18,9                         | 20,5                         |
| Норма опадів, мм             | 149                          | 120                          | 77                           | 108                          | 164                          | 108                          | 78                           | 102                          | 118                          | 191                          | 251                          | 206                          | 1672                         |
| Днів з опадами               | 7                            | 6                            | 6                            | 7                            | 12                           | 12                           | 13                           | 13                           | 14                           | 16                           | 10                           | 8                            | 124                          |
| ---------------------------- | ---------------------------- | ---------------------------- | ---------------------------- | ---------------------------- | ---------------------------- | ---------------------------- | ---------------------------- | ---------------------------- | ---------------------------- | ---------------------------- | ---------------------------- | ---------------------------- | ---------------------------- |
| Джерело: Weatherbase         |                              |                              |                              |                              |                              |                              |                              |                              |                              |                              |                              |                              |                              |

## В історії та культурі
У 1657 році під час англо-іспанської війни біля водоспадів відбулась битва, перемогу в якій здобули англійці, в кінцевому підсумку заволоділи всієї Ямайкою.
Водоспади були місцем зйомок у фільмі «Доктор Но», першій картині бондіани: на їхньому тлі прогулюється персонаж Урсули Андресс.